# Hieracium folioliferum
Hieracium folioliferum es una especie de planta con flor del género Hieracium, de la familia Asteraceae, orden Asterales.

## Distribución
Hieracium folioliferum se distribuye por Finlandia y Rusia.

## Taxonomía
Fue descrita científicamente por (Elfstr.) Norrl.
Tratamiento taxonómico
La especie aparece registrada y publicada en Acta Soc. Fauna Fl. Fenn.